# Litsea fluminensis
Litsea fluminensis är en lagerväxtart som beskrevs av André Joseph Guillaume Henri Kostermans. Litsea fluminensis ingår i släktet Litsea och familjen lagerväxter. Inga underarter finns listade i Catalogue of Life.